# Ștefan Oroian

Ștefan Oroian (n. 19 februarie 1947, Bătania Ungaria) Pictor, grafician, sculptor.
Studii de specialitate la Szeged (cu prof. Winkler László) și la Budapesta (cu Fayó János).

## Biografie și expoziții
Desfășoară o bogată activitate în domeniul
ilustrației și a graficii de carte, devenind redactor
artistic al săptămânalului „Foaia Noastră”, organul
de presă al românilor din Ungaria.
Din 1993 înființează și conduce editura „Noi”.
Expune, din 1968, îndeosebi la expoziții
de grup și colective organizate la Szeged
(1992-1998), în 1982 fiind primit în Asociația
Artiștilor Plastici din Ungaria.
Din 1995 este membru al AIAP, UNESCO,
Paris.
Din 2000 este membru al Uniunii Artiștilor
Plastici din Ungaria.
Membru de Onoare al Filialei U.A.P. Arad din
1995.
Expoziții personale: 1968, 1972, 1974, 1983,
1997, Szeged, Ungaria; 1970, Bătania, Ungaria.
1974, 1994, Békéscsaba, Ungaria; 1988, Eger,
Ungaria; 1991, 1997, Gyula, Ungaria; 1991, 1992,
Budapesta, Ungaria; 1991, Arad, România; 1992,
Oradea, România; 1994, București, România;
Zürich, Elveția; 1995, Brașov, România; Ditzingen,
Germania; 1997, Paris, Franța..

## Lucrări și cronică
|  | A dematerializat imaginea lumii pentru a atinge esența, spiritul care guvernează ordinea lucrurilor. În urma acestui demers, pictura lui Ștefan Oroian se reduce la linii, planuri și culori cu care construiește raporturi plastice pure, integrate unei structuri geometrice. Geometrismul lui nu-i rece, auster, cum este cel al marelui nordic. În severitatea lui, Mondrian subzistă ceva din puritanismul calvin. Ștefan al nostru este, însă, un suflet răsăritean, mai apropiat într-un fel de Malevici. Ca și acesta, Oroian crede că geometria poate fi sensibilizată și încărcată cu forță emotivă. Forța expresivă a culorilor îl ferește pe Ștefan Oroian de a aluneca întrun simplu decorativism agreabil. Dispuse în zone geometrizante, tranșant delimitate, culorile lui Oroian sunt ușoare și diafane, dar tonice prin căldura pe care o degajă. El exprimă o relație umană cu spațiul infinit, o relație care presupune mișcare. Spre deosebire de Mondrian, care a repudiat-o, Ștefan Oroian introduce adesea în compozițiile sale linia curbă, pentru a sugera mișcarea universală… | — 1996 Horia Medeleanu |